# Vikinghof
De Vikinghof is een natuurgebied gelegen aan de Kromme Rijn in de Utrechtse gemeente Wijk bij Duurstede.
Ter plaatse bevond zich vroeger het gelijknamige zwembad, dat heden ten dage volledig verwijderd is. Het gebied wordt gekenmerkt door een oeverwal, die overgaat in een oude geul. Het is een klein maar divers gebied dat verschillende landschapstypen bevat zoals een grasland, een klein bos, bosranden, poelen, een rivier en een voormalig rivierbed. Vanaf het wandelpad dat door het gebied loopt, is deze diversiteit goed te zien. Het voert langs de poel, struwelen en grasland naar de rivier. Daar sluit het aan op een jaagpad, dat aan de westkant overgaat in een fietspad.
Het gebied vervult een belangrijke rol in de ecologische verbindingszone langs de Kromme Rijn. De eigenaar van het terrein, stichting Het Utrechts Landschap heeft daarom de oevers zodanig heringericht dat de natuur weer een kans krijgt. De oevers zijn door het verwijderen van de beschoeiing weer aflopend geworden. Hierdoor zijn soorten als weidebeekjuffers, zwanenbloem, ijsvogel en de aalscholver in het gebied terug van weggeweest.

## Geschiedenis

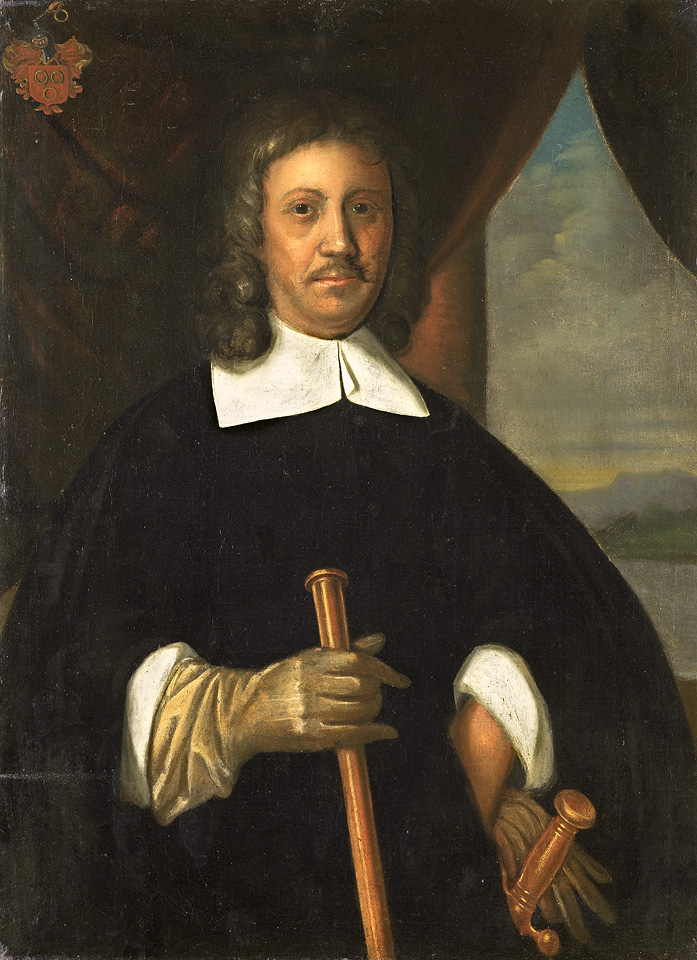
Jan van Riebeeck op een 17e-eeuws portret.

### Middeleeuwse hofstede
Bij archeologisch onderzoek bleek dat vroeger een middeleeuws kasteeltje, waarschijnlijk Huis Riebeek, in het gebied stond. De hofstede was mogelijk het stamhuis van de familie Van Riebeeck. Jan van Riebeeck, een koopman in dienst van de VOC, stichtte in 1652 Kaapstad.

### Zwembad
Later was op dit gebied een zwembad met de naam 'Vikinghof' gelegen. In 2004 is dit zwembad gesloopt en is het terrein ingericht als natuurgebied.

## Ecologie

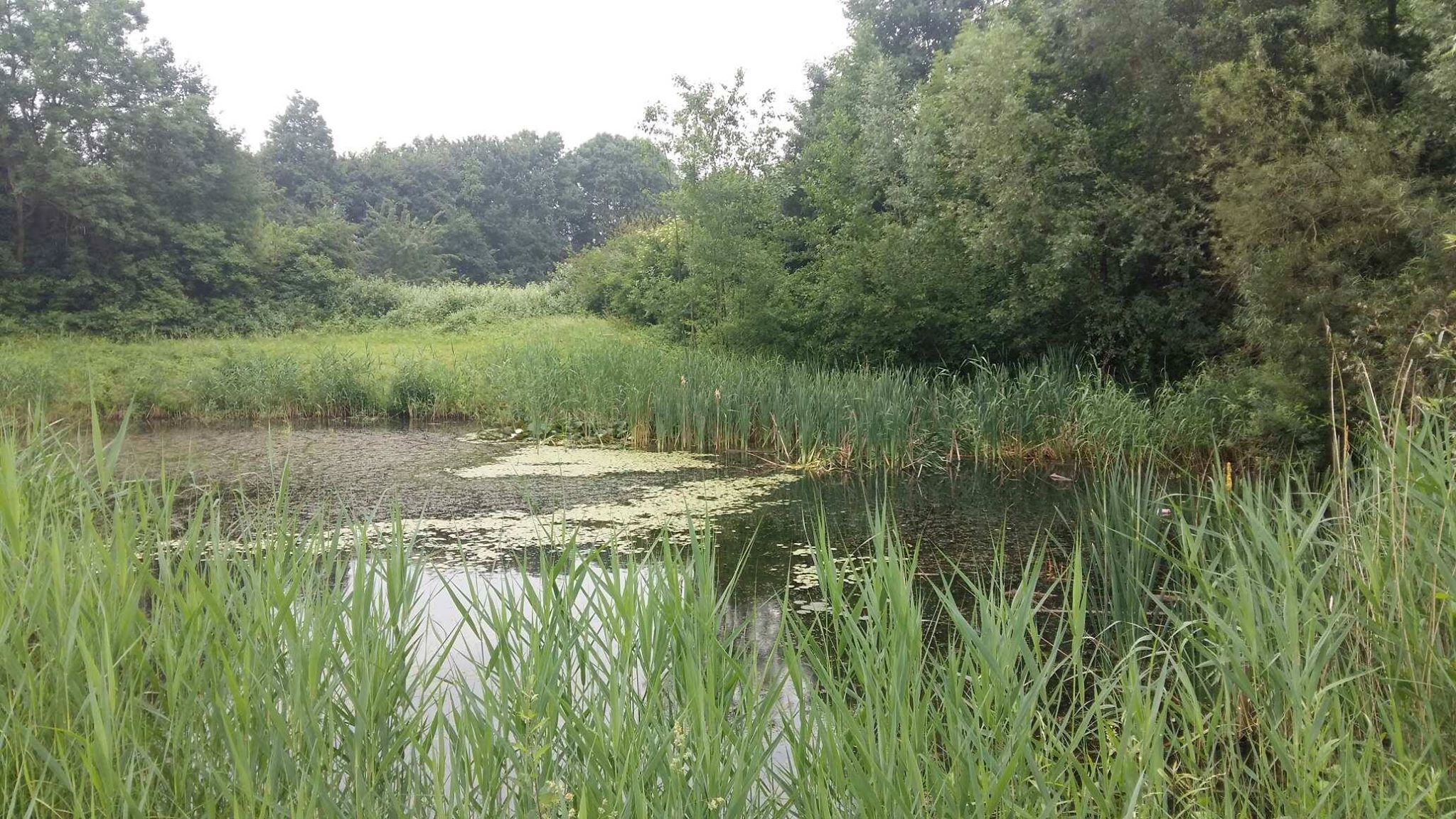
Een poel uit het natuurgebied Vikinghof

Een groot deel van het gebied bestaat uit grasland, hier groeien verschillende kruiden en grasachtigen. Dit open gebied bestaat nu nog voor een groot deel uit grasachtigen, het is de bedoeling om door middel van gericht beheer een hogere biodiversiteit aan kruidachtigen te laten groeien in deze gebieden, die nu nog worden gedomineerd door planten die snel kunnen groeien, en veel biomassa produceren.
Het bos bevindt zich voornamelijk in het westen van het gebied. Er wordt weinig beheert in dit gebied, om de bodem zo min mogelijk te verstoren. Spechten, dassen en reeën zijn welbekende soorten die in deze omgeving gesignaleerd zijn.
De oever van de Kromme Rijn is afgebakend door De Stichtse Rijnlanden. Er is wel een natuurlijke oever aangelegd, waardoor een moerasgebied ontstaat met riet omringd met wilgen en essen. Dit zorgt voor een grotere variatie in landschap die leuk is voor bezoekers en mogelijk de biodiversiteit kan stimuleren.
Er zijn twee grote poelen in het gebied. Daar broeden in het voorjaar meerkoeten en bloeien er prachtige waterlelies. Rondom de poel zijn planten te vinden uit de familie Orchidaceae. Verder zijn er hoorbaar veel kikkers in de poelen.
In de oude stroomgeul ligt vooral zand en daar is ook niet veel vegetatie. Er groeien verschillende korstmossen en het is populair bij konijnen voor het graven van hun hol. De rest van het gebied is kleigrond dat er is doordat een groot deel van het gebied een uiterwaarde was van de rivier. Hier groeit veel meer vegetatie, omdat dit voedselrijker is.

## Beheer
Het doel van het behouden van het gebied is om te dienen als ecologische verbindingszone langs de Kromme Rijn. De eigenaar van het terrein, stichting Het Utrechts Landschap, beheert het gebied daarom actief om te zorgen dat de biodiversiteit daar optimaal is. De belangrijkste focusgroep voor het verbeteren van de biodiversiteit zijn insecten. De beheerders geloven dat zij de eerste schakel zijn in de voedselketen en daarom ook andere diergroepen zoals vogels kunnen aantrekken.
Om de biodiversiteit te verhogen zijn er verschillende beheersmaatregelen om niches te creëren voor verschillende soorten. Dit wordt onder meer op onderstaande manieren gedaan.

### Graslanden

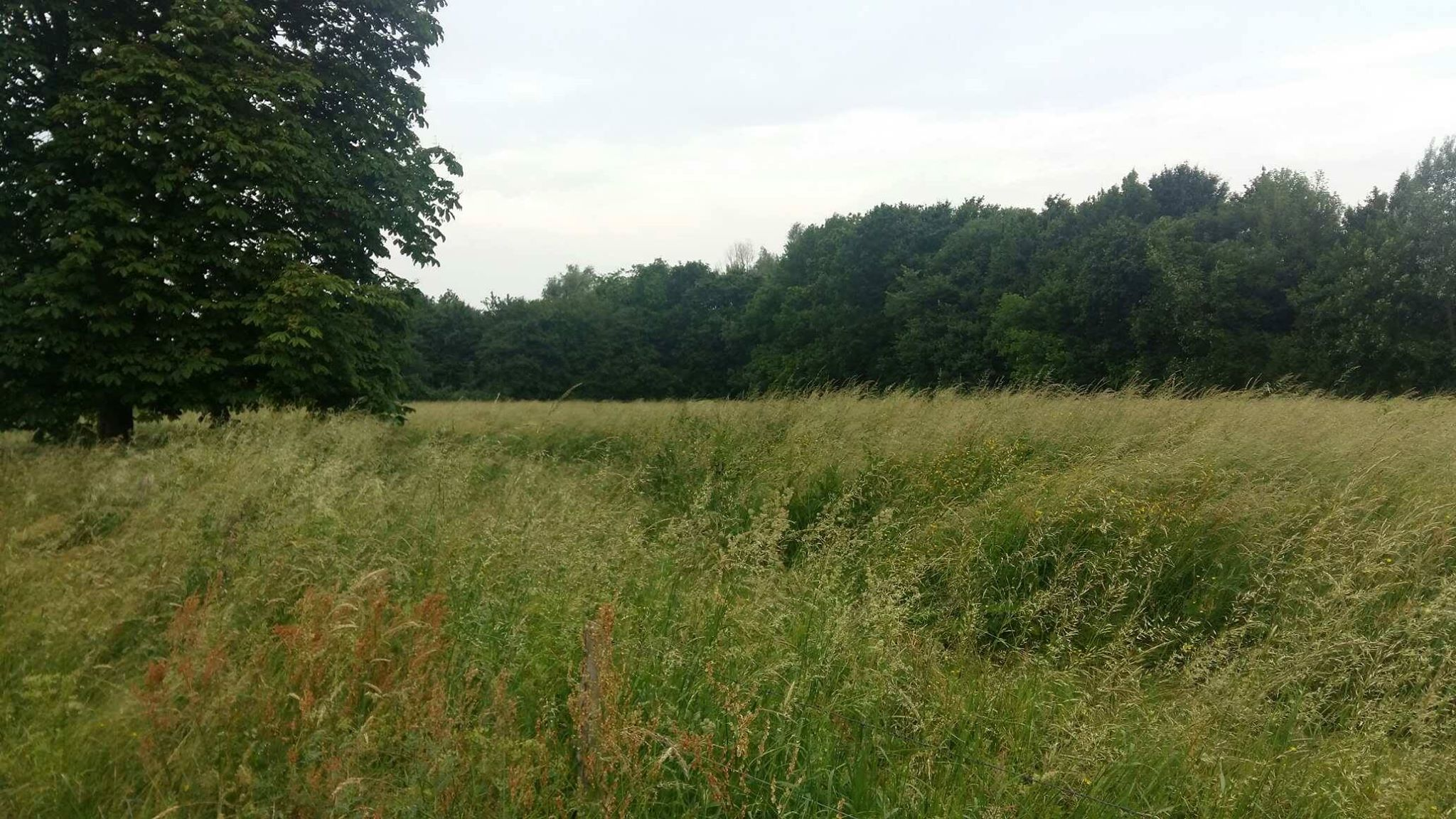
Grasland en bosrand in Vikinghof

Een keer per jaar worden de graslanden gemaaid. Dit wordt gedaan door boeren die in de omgeving wonen en die mogen als compensatie het gras houden om vervolgens te gebruiken als voer voor hun vee. Deze methode heeft twee voordelen. Als eerste is er een remming van successie, graslanden blijven graslanden en veranderen niet in bossen. Na het maaien gaan de struiken en jonge bomen dood, grassen en kruiden kunnen hierdoor gaan groeien en er ontstaat een divers grasland. Ten tweede is er een efflux van nutriënten. Door een afname van nutriënten in de bodem is er minder competitieve exclusie, het proces dat ervoor zorgt dat de graslanden overheerst worden door snelgroeiende grassen. Hierdoor is er ruimte voor verschillende kruiden om te groeien.
Naast het maaien wordt het gebied soms ook begraasd door grote grazers. In tegenstelling tot maaien is deze methode een meer natuurlijke en meer selectieve manier om de hoeveelheid biomassa gras laag te houden. Een groot verschil is een lagere efflux van de nutriënten, omdat het via hun uitwerpselen weer terugkomt in de cyclus van het systeem.

### Bosranden
Er zijn enkele soorten die niet in graslanden of in bossen leven, maar juist een open plek nodig hebben met jonge bomen en met struiken. Om deze reden worden de bosranden beheerd door het weghalen van bomen die te groot worden. Zo ontstaat er een geleidelijke overgang van bos naar grasland.
Wilgen zijn snelgroeiende bomen. Als er niets aan het gebied gedaan zou worden, was dit hoogstwaarschijnlijk ook een wilgenbos geworden. Om te zorgen dat dit niet gebeurt en de biodiversiteit behouden blijft, worden de zaailingen van de wilgen verwijderd uit het gebied.

### Natuurvriendelijke oevers
Natuurvriendelijke oevers zijn een effectieve manier om het ecologische functioneren van beide land en water ecosystemen te verbeteren. Ze kunnen bijdragen aan het verbeteren van de waterkwaliteit en aan de ecologische relaties binnen een ecosysteem. Om deze redenen worden de oevers in het gebied goed beheerd, door bijvoorbeeld de oevers opener te houden door riet te maaien of door bomen weg te halen.

### Dood hout
Omdat de bomen in het bos van Vikinghof erg jong zijn, is er weinig dood hout te vinden. Dood hout is een belangrijke bron van voedsel en huisvesting voor insecten. De beheerders ringen de bomen zodat deze doodgaan en op die manier insecten naar het gebied aantrekken. Onderzoek toont aan dat veel insecten ook problemen hebben met migreren en daarom is het juist heel belangrijk om habitats te creëren voor insecten in veel natuurgebieden om zo stepping stones te maken.

### Waterpeil
In een natuurlijke situatie is het waterpeil laag in de zomer en hoog in de winter, tegenwoordig is dat andersom. Waterschap (De Stichtse Rijnlanden) willen in de winter een laag peil om waternavel te bestrijden en een hoog peil in de zomer om de boeren de mogelijkheid te geven om hun land te irrigeren. De beheerders willen dit graag omdraaien, om een natuurlijke waterpeil in stand te houden.

## Noemenswaardige soorten

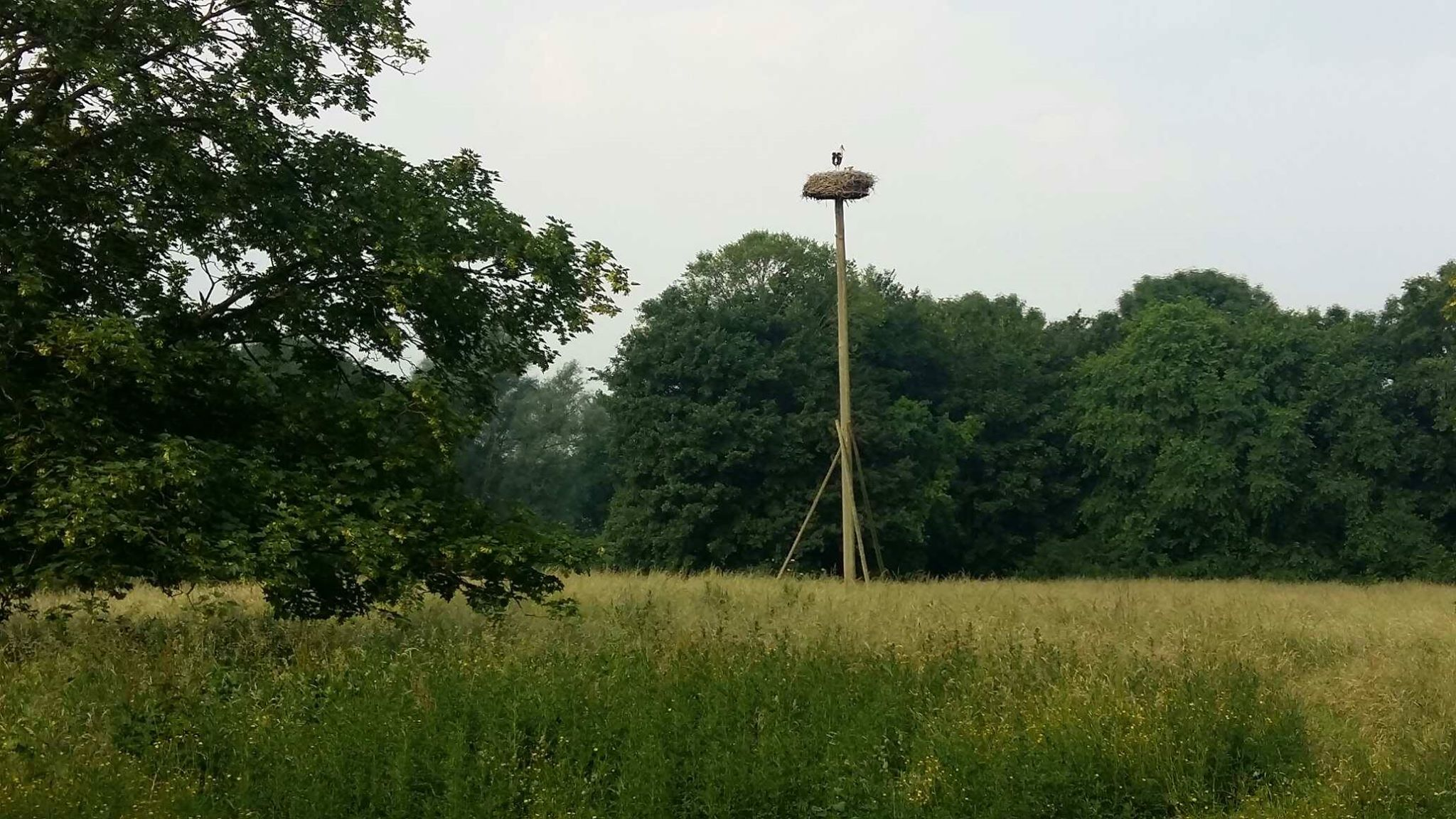
Een ooievaarsnest in natuurgebied Vikinghof met daarin een jong en een volwassen vogel.

Ook zijn er soorten die door het beheer als indicator gebruikt worden. De weidebeekjuffer wordt veelvuldig waargenomen, waaruit geconcludeerd wordt dat de waterkwaliteit goed is. Tevens is er oranje havikskruid aanwezig op sommige plaatsen, wat gezien wordt als teken dat de grond verarmt, hoewel de soort elders op voedselrijke gronden als plaag gezien wordt. Daartegenover staat dat met name in het grasland substantiële hoeveelheden zilverschoon aangetroffen wordt, wat juist wijst op een nog hoog voedingsgehalte van de aarde.
In het gebied is ook de das waargenomen. Een bijzonderheid aangezien er veel wandelaars en natuurliefhebbers het gebied bezoeken en de das vaak schuw is. Dat er een dassenburcht in het gebied is, is een goed teken en kan een indicator zijn voor een stabiel ecosysteem.
Een ooievaarskoppel maakt gebruik van een ooievaarsnest in het gebied.
In het gebied komen ook grotere zoogdieren zoals reeën en konijnen voor.
Amerongse Bos
· Amerongse Bovenpolder
· Landgoed Beerschoten
· Beukenburg
· Biltse Duinen
· Birkhoven
· Blauwe Kamer
· Blikkenburg
· Bloeidaal
· Bornia
· Bosch en Duin
· Breeveen
· Broekerbos
· Buitenplaatsen Driebergseweg
· Dartheide
· Elster Buitenwaarden
· Grebbeberg
· Heidestein
· Hoge Ginkel
· Hooge Kampse Plas
· Hoog Moersbergen
· Houdringe
· Juliusput
· Kasteelbos Renswoude
· De Kievit
· Kooilust
· Kozakkenput
· De Krakeling
· Laarsenberg
· De Leyen
· Lockhorsterbos
· Lunenburgerwaard
· Maartensdijkse Bos
· Middelwaard
· Moersbergen
· Niënhof
· Noordhout
· Okkersbos
· Oostbroek
· Over-Holland
· Palmerswaard
· De Paltz
· Panbos
· Plantage Willem III
· Pleinesbos
· De Pol
· Ridderoordse Bos
· Sandenburg
· Sandwijck
· De Schammer
· Stameren
· Landgoed Stoutenburg
· Viaanse Bos
· Viaanse polders en uiterwaarden
· Vikinghof
· Park Vliegbasis Soesterberg
· Vijverbos
· Vijverhof
· Voordorpse polder
· Willem Arntszbos
· Witte Hull
· De Woerd
· Wulperhorst
· Zeisterbos